# Athroostachys
Athroostachys  Benth. é um género botânico pertencente à família Poaceae, subfamília Bambusoideae, tribo Bambuseae.
O gênero é composto por uma única espécie. Ocorre na América do Sul.

## Sinônimo
- Achroostachys Benth. (SUO)

## Espécie
- Athroostachys capitata Benth.